# Ayuntamiento de Marbella
El Ayuntamiento de Marbella es el órgano encargado del gobierno y administración del municipio de Marbella, situado en la provincia de Málaga, Andalucía, España. Está presidido por el alcalde de Marbella. En 2023 ocupa dicho cargo Mª Ángeles Muñoz Uriol, del PP.

## Alcaldes
| Periodo   | Nombre | Partido                                                        |
| --------- | --- | -------------------------------------------------------------- |
| 1979-1983 | Alfonso Cañas Noguera (19/4/1979-23/5/1983) | Partido Socialista Obrero Español (PSOE)                       |
| 1983-1987 | José Luis Rodríguez Sánchez (23/5/1983-30/6/1987) | Partido Socialista Obrero Español (PSOE)                       |
| 1987-1991 | Alfonso Cañas Noguera (30/6/1987-3/3/1989) Francisco Parra Medina (3/3/1989-15/6/1991)                                                                              | Partido Socialista Obrero Español (PSOE)                       |
| 1991-1995 | Jesús Gil (15/6/1991-17/6/1995) | Grupo Independiente Liberal (GIL)                              |
| 1995-1999 | Jesús Gil (17/6/1995-3/7/1999) | Grupo Independiente Liberal (GIL)                              |
| 1999-2003 | Jesús Gil (3/7/1999-27/4/2002) Julián Muñoz (2/5/2002-14/6/2003) | Grupo Independiente Liberal (GIL)                              |
| 2003-2007 | Julián Muñoz (14/6/2003-13/8/2003) Marisol Yagüe Reyes (13/8/2003-8/4/2006) Pedro Tomás Reñones Grego (8/4/2006-21/4/2006) Diego Martín Reyes (21/4/2006-16/6/2007) | Grupo Independiente Liberal (GIL) Comisión Gestora (2006-2007) |
| 2007-2011 | Ángeles Muñoz (16/6/2007-11/6/2011) | Partido Popular (PP)                                           |
| 2011-2015 | Ángeles Muñoz (11/6/2011-13/6/2015) | Partido Popular (PP)                                           |
| 2015-2019 | José Bernal Gutiérrez (13/6/2015-29/8/2017) Ángeles Muñoz (29/8/2017-15/6/2019)                                                                                     | Partido Socialista Obrero Español (PSOE) Partido Popular (PP)  |
| 2019-2023 | Ángeles Muñoz (15/6/2019-17/6/2023) | Partido Popular (PP)                                           |
| 2023-act. | Ángeles Muñoz (17/6/2023-presente) | Partido Popular (PP)                                           |

## Resultados electorales
| Partido político                                               | 2023   | 2023  | 2023       | 2019   | 2019  | 2019       | 2015   | 2015  | 2015       | 2011   | 2011  | 2011       | 2007   | 2007  | 2007       |
| Partido político                                               | Votos  | %     | Concejales | Votos  | %     | Concejales | Votos  | %     | Concejales | Votos  | %     | Concejales | Votos  | %     | Concejales |
| Partido Popular (PP)                                           | 19 593 | 40,78 | 14         | 19 080 | 40,25 | 14         | 19 406 | 41,57 | 13         | 23 040 | 51,22 | 15         | 24 160 | 49,71 | 16         |
| Partido Socialista Obrero Español (PSOE)                       | 12 504 | 26,02 | 8          | 14 842 | 31,31 | 10         | 12 444 | 26,66 | 8          | 11 572 | 25,72 | 7          | 15 963 | 32,84 | 10         |
| Opción Sampedreña                                              | 4641   | 9,65  | 3          | 3235   | 6,82  | 2          | 4336   | 9,29  | 2          | 4512   | 10,03 | 3          | —      | —     | —          |
| Vox                                                            | 4041   | 8,41  | 2          | 1568   | 3,31  | 0          | —      | —     | —          | —      | —     | —          | —      | —     | —          |
| Con Andalucía-Adelante-Izquierda Unida (IU)-Para la Gente (PG) | 1571   | 3,27  | 0          | 2038   | 4,30  | 0          | 3202   | 6,86  | 2          | 3540   | 7,87  | 2          | 3004   | 6,18  | 1          |
| Ciudadanos (CS)                                                | 1693   | 3,52  | 0          | 2597   | 5,48  | 1          | —      | —     | —          | —      | —     | —          | —      | —     | —          |
| Costa del Sol Sí Puede Tic Tac (CSSPTT)                        | —      | —     | —          | —      | —     | —          | 3880   | 8,20  | 2          | —      | —     | —          | —      | —     | —          |

## Evolución de la deuda viva municipal
El concepto de deuda viva contempla sólo las deudas con cajas y bancos relativas a créditos financieros, valores de renta fija y préstamos o créditos transferidos a terceros, excluyéndose, por tanto, la deuda comercial.
| Gráfica de evolución de la deuda viva del Ayuntamiento entre 2008 y 2023                           |
| |
| Deuda viva del Ayuntamiento de Marbella, en miles de euros, según datos del Ministerio de Hacienda |

## Corrupción
El caso de corrupción en el Ayuntamiento de Marbella, conocido principalmente como el Caso Malaya, es uno de los mayores escándalos de corrupción urbanística en la historia de España.
La corrupción comenzó a gestarse en los años 90 y alcanzó su auge durante los mandatos de los alcaldes Jesús Gil, Julián Muñoz y Marisol Yagüe.
El principal foco del escándalo fue el uso ilícito del urbanismo: se concedieron licencias de construcción ilegales a cambio de sobornos millonarios.
En 2006, la Operación Malaya, liderada por la Policía y el juez Miguel Ángel Torres, desmanteló una red de corrupción encabezada por Juan Antonio Roca, asesor urbanístico del Ayuntamiento. Roca, considerado el cerebro de la trama, amasó una fortuna gestionando sobornos y recalificaciones urbanísticas fraudulentas. Se decomisaron bienes valorados en millones de euros, incluyendo obras de arte, propiedades de lujo y efectivo.
Más de 100 personas fueron procesadas, incluyendo alcaldes, concejales, empresarios y funcionarios públicos. Los bienes confiscados fueron destinados a resarcir al Ayuntamiento y a las arcas públicas. El caso derivó en múltiples juicios paralelos debido al alcance de la corrupción. Juan Antonio Roca, considerado el principal artífice de la trama, fue inicialmente condenado a 11 años de prisión y una multa de 240 millones de euros. Posteriormente, el Tribunal Supremo elevó su pena a 17 años de cárcel Julián Muñoz, alcalde de Marbella, fue condenado a 2 años de prisión por su implicación en la trama. Marisol Yagüe, alcaldesa de Marbella, recibió una condena de 6 años de prisión, que el Tribunal Supremo ajustó a 5 años y 6 meses. Se confiscaron numerosos bienes, incluyendo propiedades inmobiliarias, vehículos de lujo y obras de arte, acumulados ilícitamente por los implicados. El Tribunal Supremo determinó que estos bienes y las multas impuestas debían adjudicarse al Estado, y no al Ayuntamiento de Marbella.
En 2006, el Gobierno español, mediante el Real Decreto 421/2006, disolvió el Ayuntamiento de Marbella y nombró una Comisión Gestora para gobernar el municipio hasta las elecciones de mayo de 2007.
Juan Antonio Roca obtuvo la libertad condicional en febrero de 2019, tras cumplir aproximadamente 12 años de prisión.
El Ayuntamiento de Marbella sufrió un expolio de 300 a 550 millones de euros, recuperando apenas el 10 % de lo expoliado.
El Caso Malaya evidenció la necesidad de reforzar los mecanismos de control y transparencia en la administración pública para prevenir futuros casos de corrupción de esta magnitud.